# 曾德拉細棘鰕虎魚
曾德拉細棘鰕虎魚（学名：Acentrogobius cenderawasih）为輻鰭魚綱鰕虎鱼目鰕虎亞目鰕虎鱼科細棘鰕虎魚属的其中一種，分布於西太平洋的印尼海域，棲息深度0-30公尺，體長可達3.9公分，棲息在礁石區底層水域，生活習性不明。

## 擴展閱讀
維基物種上的相關：曾德拉細棘鰕虎魚